# Rayveness
Rayveness, vlastním jménem Karen M. Swaim,   (*19. června 1972, Jamestown,  Severní Karolína, USA), je americká pornoherečka a mainstreamová filmová herečka. Je členkou Síně slávy AVN i Síně slávy XRCO.

## Život
Rayvenessová vyrůstala v kvakerské víře a rok před maturitou se vdala. Po svých předcích je napůl Irka a napůl Němka. Od patnácti let se živila jako servírka v rychlém občerstvení.  Rayvenessová se poprvé objevila v pornografickém filmu na podomácku vyrobené kazetě, kterou natočila se svým tehdejším manželem v 18 letech poté, co viděla epizodu pořadu The Sally Jessy Raphael Show o amatérské pornografii. Když s manželem viděli televizní pořad, který nabádal k natáčení vlastních pornografických videí, rozhodli se to zkusit. Poslali své video produkční společnosti. Místo toho, aby se hned stala pornoherečkou na plný úvazek, prodávala květiny v nočních klubech a pracovala jako servírka a striptérka.
V roce 2000 se rozvedla a znovu provdala, tentokrát za pornoherce Toda Alexandera. Rozvedli se v roce 2003. V roce 2004 podala kongresmanovi Bradu Shermanovi petici, v níž žádala, aby se věková hranice pro pornoherce zvýšila z 18 na 21 let, a uvedla: “zdá se, že lidé, kteří v této zemi končí střední školu, nemají dostatečnou předvídavost, aby učinili rozhodnutí, která jim změní život.“
V období červen–srpen 2006 postoupila umělé oplodnění a v únoru 2007 porodila syna.

## Kariéra
Rayveness začala s pornem v osmnácti letech. Nejprve se objevovala v různých nízkorozpočtových pornofilmech, a to pouze se svým manželem (který je v pornoprůmyslu známý pod pseudonymem Red Bone) nebo se ženami. Mezitím pracovala ve striptýzových klubech. Až do rozvodu (v roce 1997) byl jejím jediným filmovým partnerem její manžel. Po rozvodu se objevovala ve scénách se svým novým partnerem, černochem Seanem Michaelem (s nímž měla údajně pouze pracovní vztah). V roce 2000 si od filmů pro dospělé odpočinula a začala se věnovat hraní v mainstreamových filmech. Obarvila si vlasy na červeno a nosila hnědé kontaktní čočky, aby minimalizovala možnost, že ji někdo pozná. Objevila se v mluvené roli v seriálu NYPD Blue a hrála ve filmu Path to War jako nejstarší dcera prezidenta Lyndona B. Johnsona, Lynda. Do průmyslu pro dospělé se vrátila v roce 2003 po smrti Johna Frankenheimera, který byl jejím hlavním spojením s mainstreamovým průmyslem.
V červenci 2009 se Rayveness stala první smluvní hvězdou čistě ženského studia Girlfriends Films, ačkoli smlouva jí umožňovala pokračovat v natáčení scén chlapec/dívka i jinde. Je členkou Síně slávy XRCO a Síně slávy AVN. V roce 2019 se objevila po boku kolegyň pornohereček Lisy Ann a Cory Chase v epizodě seriálu Showtime Billions s názvem „Infinite Game". Rayveness natočila do roku 2022 více jako 750 pornofilmů.